# Marfranc
Marfranc (en criollo haitiano Mafran) es una comuna de Haití que está situada en el distrito de Jérémie, del departamento de Grand'Anse.

## Historia
Comuna creada en 2015 a partir de la 7ª sección comunal de Marfranc, que hasta ese momento pertenecía a la comuna de Jérémie.

## Secciones
Está formado por la sección de:
- Marfranc (también denominado Grande Rivière y que abarca la villa de Marfrac)

## Demografía
| Gráfica de evolución demográfica de Marfranc entre 2009 y 2015 |
|                                                                |

Los datos demográficos contemplados en este gráfico de la comuna de Marfranc son estimaciones que se han cogido de 2009 a 2015 de la página del Instituto Haitiano de Estadística e Informática (IHSI). 